# Гриб Мечислав Іванович
Мечислав Іванович Гриб (біл. Мечыслаў Іванавіч Грыб; нар. 25 вересня 1938, село Савичі, Новогрудського воєводства; зараз Дятловський район Гродненської області) — другий голова Верховної Ради Республіки Білорусь. Змінив на цій посаді Станіслава Шушкевича.

## Біографія

### Освіта
- 1959 — Львівське пожежно-технічне училище
- 1967 — Білоруський державний університет

### Служба в міліції
З 1959 — інспектор міліції відділу внутрішніх справ Плісскен райвиконкому Вітебської області
1962—1981 — на різних посадах в органах внутрішніх справ Вітебська і Вітебської області
З 1981 — начальник Управління охорони громадського порядку МВС БРСР
З 1985 — начальник управління внутрішніх справ Вітебського облвиконкому

### Суспільно-політична діяльність
У 1990 році став депутатом Верховної Ради Білорусі. Член Президії Верховної Ради, голова постійної Комісії з питань національної безпеки, оборони та боротьби зі злочинністю.
В 1995 — переобраний народним депутатом Республіки Білорусь.
Голова Верховної Ради Республіки Білорусь (січень 1994 — січень 1996). Голова Комісії з прав людини при Президії Верховної Ради. Під головуванням Гриба Верховна Рада 15 березня 1994 року прийняла Конституцію Республіки Білорусь.
На посаді Голови ВР Мечислав Гриб направив близько 16 клопотань до Конституційного Суду про порушення закону з боку президента Лукашенка. Відмовився від заробітної плати у Верховній Раді на знак протесту проти заборони Лукашенка видавати заробітну плату 80 депутатам, які працювали на постійній основі. За місяць до закінчення роботи Верховної Ради Білорусі 12-го скликання в Гриба, за його словами, президент Лукашенко відібрав машину і охорону. В результаті Мечислав Гриб був змушений ходити на роботу у Верховну Раду пішки.
Після відходу з поста голови Верховної Ради влаштувався на роботу в Мінську колегію адвокатів. Відпрацював тільки 6 місяців — влада позбавила ліцензії за участь у ході, присвяченій третій річниці прийняття Конституції Білорусі.
Потім улаштувався викладачем в Інститут правознавства, але незабаром був звільнений. Влада попередила керівництво інституту, що якщо Гриба не звільнять, виш закриють.
Член Білоруської соціал-демократичної партії (Народна Громада) в 1996—2001 рр.
У 2004 році балотувався у Палату представників Національних зборів третього скликання в Мінську, але не пройшов.

## Цитати
|  | Тепер я розумію, що на той час ми ще не дозріли для всенародного обрання глави держави. Треба було, як в інших державах, дати право Верховній Раді обирати президента — хоч би перші терміни. Тоді було б усе нормально. Але ми хитрі заднім розумом. Оригінальний текст (біл.) Цяпер я разумею, што на той час мы яшчэ не сасьпелі для ўсенароднага абраньня кіраўніка дзяржавы. Трэба было, як у іншых дзяржавах, даць права Вярхоўнаму Савету абіраць прэзыдэнта — хоць бы першыя тэрміны. Тады было б усё нармальна. Але мы хітрыя заднім розумам.. |

|  | Кебич і Лукашенко — великі любителі будувати країну і жити за рахунок чужих дядьків. У мене зовсім інший підхід. І тоді я був упевнений, і зараз, що ми в змозі всі питання вирішувати самостійно. Оригінальний текст (біл.) Кебіч і Лукашэнка — вялікія аматары будаваць краіну і жыць за кошт чужых дзядзек. У мяне зусім іншы падыход. І тады я быў упэўнены, і цяпер, што мы ў стане ўсе пытаньні вырашаць самастойна. |

|  | Я міг постаратися не допустити всього цього безладу. Треба було домогтися, щоб перший президент обирався Верховною Радою. Лукашенко ніколи не був би парламентом обраний президентом. Ніколи. У нього ніякого авторитету не було. Оригінальний текст (біл.) Я мог пастарацца не дапусьціць усяго гэтага бязладзьдзя. Трэба было дамагчыся, каб першы прэзыдэнт абіраўся Вярхоўным Саветам. Лукашэнка ніколі ня быў бы парлямэнтам абраны прэзыдэнтам. Ніколі. У яго ніякага аўтарытэту не было. |

## Нагороди
- Заслужений юрист Республіки Білорусь (1994)

## Звання
- Генерал-лейтенант міліції (1993)

## Бібліография
- Гриб, Мечеслав Иванович. Белорусский мост: история, факты, события / М. И. Гриб. — [Россия], 2006. — 166, [2] с., [28] л. ил. : ил. ; 22 см — ISBN 5-350-00117-5.